# 鄭威
鄭威（？年—？年），字伯震（一作字伯威），福建福州府闽县人，民籍。明朝政治人物。

## 生平
正德八年（1513年）癸酉科福建鄉試舉人，嘉靖五年（1526年）丙戌科第三甲第十名進士，嘉靖十三年（1534年）任宁波府知府。

## 家族
曾祖鄭珙。父亲鄭濟，弘治二年举人，官蓬州知州。